# Wolfsölden
Der Weiler Wolfsölden ist ein Ortsteil der baden-württembergischen Gemeinde Affalterbach. Er liegt links oberhalb des Buchenbachtals sowie östlich des Affalterbacher Hauptortes.

## Geschichte
Der Weiler Wolfsölden entstand im Anschluss an die um 1100 von den Hessonen erbaute und mittlerweile abgegangene Burg Wolfsölden und war, wie auch der heutige Affalterbacher Hauptort, Teil der zur Burg gehörigen Herrschaft. 1322 verkauften die Grafen von Löwenstein die Burg mit der verbliebenen Herrschaft an Württemberg. Es ist ungeklärt ob und wie Württemberg die Burg überhaupt nutzte, in jedem Fall verloren Burg und Burgherrschaft zunehmend an Bedeutung.

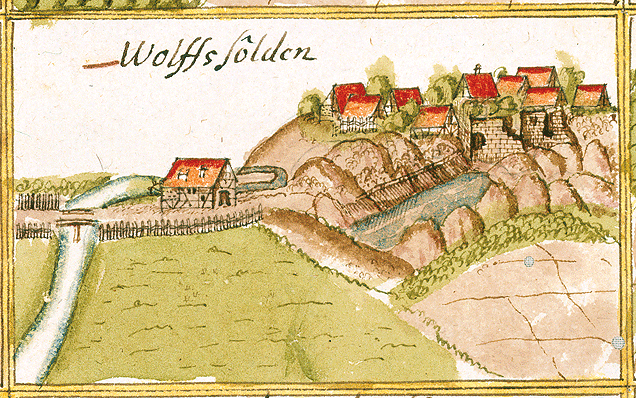
Wolfsölden im Forstlagerbuch von Andreas Kieser (1686)

Mit dem Bedeutungsverlust der Wolfsöldener Burgherrschaft verlor auch der Weiler seine Eigenständigkeit und wurde schließlich zu einem Teil der Gemeinde Affalterbach. Aufzeichnungen aus dem Jahr 1525 zufolge bestand Wolfsölden zu diesem Zeitpunkt aus nur drei Häusern, gegenüber dreiundvierzig in Affalterbach. Eine erste bildliche Darstellung von Wolfsölden gab es 1686 im Forstlagerbuch von Andreas Kieser, welche zudem die Ruine der einstigen Burg zeigt. Hier ist auch die Mühle am Buchenbach zu erkennen.